# Habitat II
Habitat II was de tweede VN-conferentie over menselijke nederzettingen. De conferentie werd gehouden in de Turkse stad Istanboel tussen 3 juni en 14 juni 1996. De voorgaande conferentie vond plaats in de Canadese stad Vancouver in 1976.
De twee belangrijkste prioriteiten van Habitat II waren "passende huisvesting voor iedereen" en "duurzame steden". In dit verband kan Habitat II worden gezien als een direct gevolg van Agenda 21, het VN-programma gericht op duurzame ontwikkeling dat vastgesteld is op de Earth Summit in Rio de Janeiro in 1992.